# 용골차
용골차(龍骨車)는 양수기(揚水機)로서의 수차의 하나이다. 고려말 이래로 수차라면 일반적으로 용골차, 즉 번차를 말하는 것이었다. 그것은 중국에서 한대(漢代 170년경)에 발명되어 삼국시대에 우리나라에 들어와서 겨우 명맥을 유지할 정도로 계승되어, 조선 초기에서부터 약간의 발전이 있었다. 용골차는 하천이나 저수지와 같이 물이 있는 곳에서 물을 대야 할 곳까지 나무통(桶)을 걸어 건네고, 한편 용골판(龍骨板)이라고 부르는 네모난 판을 이은 순환연쇄(循環連鎖, endless chain)를 만들어서 그것을 나무통 속에 꿰어 빙빙 돌려 그 회전에 의하여 용골판이 물을 끌어 올리도록 만든 것이다. 회전동력(回轉動力)으로는 수전(手轉), 족답(足踏), 축력(畜力), 수전(水轉) 등이 사용되었는데, 조선 초기까지는 주로 족답의 번차가 많이 쓰였다. 
번차(翻車)라고도 한다. 아래쪽 끝을 하천에 담그고 비스듬히 옆으로 놓인 가늘고 긴 상자 모양의 통속을, 서로 연결되어 고리를 이룬 나무 체인(자전거의 체인과 같은)에 많은 널빤지를 단 '용골'이 이동하도록 되어 있다. 이동할 때 각 널빤지가 물을 퍼서 위로 자아올린다. 용골은 수평 회전축의 중앙부에 축과 직각으로 방사상으로 돌출된 팔(chain wheel에 상당)에 걸려 있으며, 수평축의 회전과 함께 순차적으로 이동한다. 수평축은 사람이 손이나 발로 페달을 움직이거나, 수평축에 기어를 달아 회전방향을 직각으로 바꾸어 소나 수력으로 회전시킨다.  중국 장난〔江南〕지방에서는 지금도 사용되고 있으며, 12세기에 서양에 전달되었다.